# Pseudarmadillo cristatus
Pseudarmadillo cristatus là một loài chân đều trong họ Delatorreidae. Loài này được Schmalfuss miêu tả khoa học năm 1984.